# Куприт

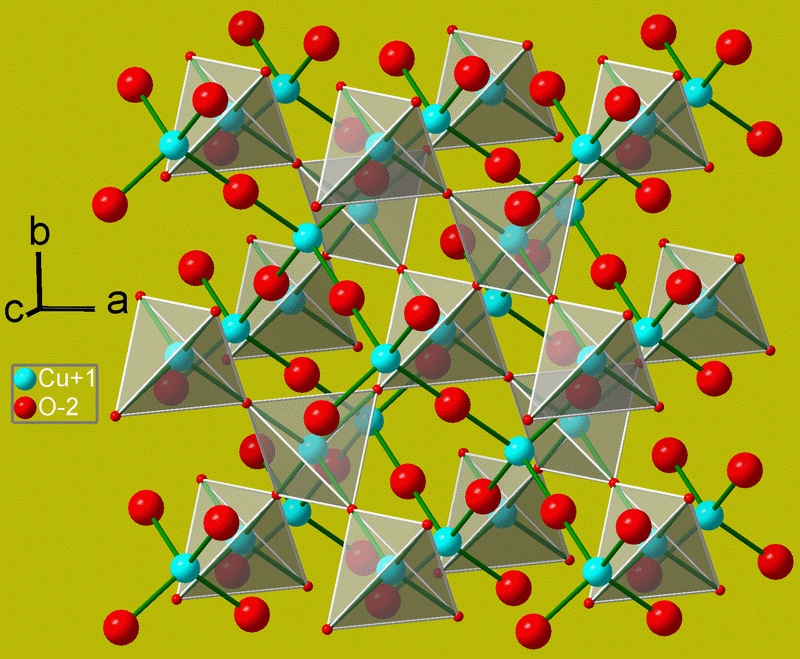
Кристалічна структура куприту

Купри́т (рос. купри́т; англ. cuprite, ruby copper, red copper ore, red glassy copper; нім. Cuprit m, Kuprit m) — мінерал класу оксидів і гідрооксидів каркасної будови. Червона мідна руда.
Назва — від лат. cuprum — «мідь» (Wilhelm Ritter von Haidinger, 1845). Стара українська назва куприту — мідянець.

## Загальний опис
Хімічна формула: Cu2O. Склад (%): Cu — 88,82; O — 11,18. Домішки Zn, Pb, Fe (до десятих часток %), Cd, Sn, Bi, Ge, In (сліди).
У залежності від морфології і складу виділяються такі відміни куприту:
1. Халькотрихіт — волосоподібні або голкоподібні кристали, які можна розглядати як фігури росту куприту. Це утворення з тонких кубічних кристалів, витягнутих паралельно одній з кристалографічних осей. У тих випадках, коли халькотрихіт утворює сітчасті агрегати, його виділяють під назвою мідні квіти.
2. Цеглиста мідна руда, яка являє собою суміш куприту, окислів заліза і глинистої речовини.

## Кристалографія
Сингонія кубічна, вид симетрії пентагон-триоктаедричний.

### Агрегати і габітус
Куприт утворює суцільні, зернисті, інколи землисті агрегати, а також дрібні кристали октаедричного, рідше кубічного і додекаедричного габітуса.

### Фізичні властивості.
Куприт забарвлений у різні відтінки червоного кольору. Спостерігаються карміновочервоні відтінки. Риса коричнево-чорна.Блиск алмазний. Іноді напівпрозорий. Густина 6,14.
Спайність недосконала. Твердість 3,5-4.

## Утворення і родовища
За своїм походженням куприт — типовий екзогенний мінерал, який виникає у верхніх горизонтах мідних родовищ як продукт вивітрювання мідних сульфідів. Асоціює з самородною міддю, малахітом, азуритом, халькозином, хризоколою. Відомий також в мідянистих пісковиках. Зустрічається на Уралі (РФ), в ФРН, у родовищах Шессі поблизу Ліона у Франції, звідки відомі кристали розміром до 3 см, Великій Британії, Австралії, США.
Збагачується після сульфідизації флотацією, аналогічно ковеліну.
Рідкісні прозорі кристали використовуються як дорогоцінний камінь.